# FIFA-Weltfußballer des Jahres 1996

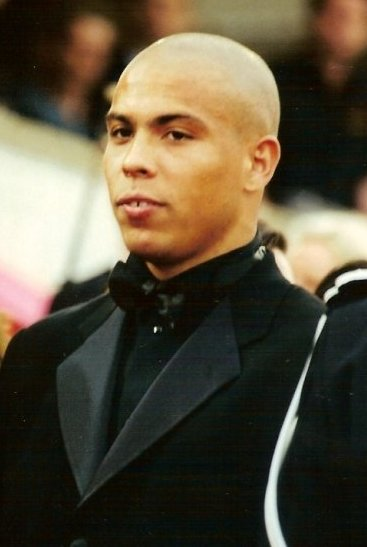
FIFA-Weltfußballer des Jahres 1996
Ronaldo

Der FIFA-Weltfußballer des Jahres 1996 (damals noch FIFA World Player) wurde am 20. Januar 1997 im Centro Cultural de Belém von Lissabon gekürt. Es war die sechste Vergabe der 1991 vom Fußballweltverband FIFA eingeführten Auszeichnung „FIFA-Weltfußballer des Jahres“. Gewinner der Auszeichnung war der Brasilianer Ronaldo.

## Abstimmungsmodus
Der Gewinner wurde durch eine Abstimmung unter 120 Nationaltrainern der Welt ermittelt. Diese nannten jeweils die drei ihrer Meinung nach besten Fußballer, wobei keiner der drei aus ihrem eigenen Land stammen durfte. Eine Nennung an Platz eins brachte fünf Punkte, ein zweiter Platz drei Punkte, der dritte Platz einen Punkt. Danach wurden die Punkte addiert.

## Ergebnis (Top 10)
- Platzierung: die Platzierung, die ein Spieler erzielt hat.
- Name: Name des ausgezeichneten Spielers.
- Nationalität: Nationalität des ausgezeichneten Spielers.
- Verein: Verein, für den der Spieler in dem Kalenderjahr aktiv war. Wenn ein Spieler den Verein gewechselt hat, wird der abgebende Verein an erster Position genannt.
- Stimmen: die insgesamt erhaltenen Stimmen aller Länder.

| Platzierung | Name              | Nationalität | Verein                              | Stimmen |
| ----------- | ----------------- | ------------ | ----------------------------------- | ------- |
| 1.          | Ronaldo           | Brasilien    | PSV Eindhoven / FC Barcelona        | 329     |
| 2.          | George Weah       | Liberia      | AC Mailand                          | 140     |
| 3.          | Alan Shearer      | England      | Blackburn Rovers / Newcastle United | 123     |
| 4.          | Matthias Sammer   | Deutschland  | Borussia Dortmund                   | 109     |
| 5.          | Jürgen Klinsmann  | Deutschland  | FC Bayern München                   | 54      |
| 6.          | Nwankwo Kanu      | Nigeria      | Ajax Amsterdam / Inter Mailand      | 32      |
| 7.          | Paolo Maldini     | Italien      | AC Mailand                          | 25      |
| 8.          | Davor Šuker       | Kroatien     | FC Sevilla / Real Madrid            | 24      |
| 9.          | Gabriel Batistuta | Argentinien  | AC Florenz                          | 19      |
| 10.         | Romário           | Brasilien    | CR Flamengo / FC Valencia           | 13      |